# Leggadina forresti
Leggadina forresti is een knaagdier uit het geslacht Leggadina dat voorkomt in Australië. Zijn verspreidingsgebied beslaat het het uiterste oosten van West-Australië, de zuidelijke helft van het Noordelijk Territorium, West-Queensland, het uiterste noordwesten van New South Wales en het noorden van Zuid-Australië. Daar leeft hij in allerlei droge bos- of graslandhabitats. Populaties uit de Pilbara (Noordwest-West-Australië) en het nabijgelegen Thevenard Island worden nu tot de andere soort van het geslacht, L. lakedownensis, gerekend.
De rug is licht geelbruin, de onderkant wit, met een scherpe scheiding. De korte, spaarzaam behaarde staart is van boven grijs en van onder lichtgrijs. De bek is breed. De oren zijn klein, rond en rozegrijs van kleur. De kop-romplengte bedraagt 70 tot 100 mm, de staartlengte 45 tot 70 mm, de achtervoetlengte 14 tot 19 mm, de oorlengte 11 tot 14 mm en het gewicht 15 tot 25 gram. Vrouwtjes hebben 0+2=4 mammae.
De soort is 's nachts actief; hij slaapt in een nest gemaakt van gras in een hol. Hij eet zaden, wortels en geleedpotigen. Als er regen valt paart hij; per worp worden er drie tot vier jongen geboren.